# Jacaena
Genre
Jacaena est un genre d'araignées aranéomorphes de la famille des Liocranidae.

## Distribution
Les espèces de ce genre se rencontrent en Thaïlande, en Chine, en Birmanie et au Laos.

## Liste des espèces
Selon World Spider Catalog (version 24.5, 15/09/2023) :
- Jacaena angoonae Dankittipakul, Tavano & Singtripop, 2013
- Jacaena aspera Mu & Zhang, 2020
- Jacaena bannaensis Mu & Zhang, 2020
- Jacaena distincta Thorell, 1897
- Jacaena erawan (Deeleman-Reinhold, 2001)
- Jacaena guiyang Yang, Yu & Zhong, 2023
- Jacaena jinxini Liu & Xu, 2020
- Jacaena lunulata Dankittipakul, Tavano & Singtripop, 2013
- Jacaena luteola Mu & Zhang, 2020
- Jacaena menglaensis Mu & Zhang, 2020
- Jacaena mihun Deeleman-Reinhold, 2001
- Jacaena peculiaris Dankittipakul, Tavano & Singtripop, 2013
- Jacaena punctata Dankittipakul, Tavano & Singtripop, 2013
- Jacaena schwendingeri (Deeleman-Reinhold, 2001)
- Jacaena tengchongensis Zhao & Peng, 2013
- Jacaena thakek (Jäger, 2007)
- Jacaena zhui (Zhang & Fu, 2011)

## Systématique et taxinomie
Ce genre a été décrit par Thorell en 1897 dans les Clubionidae. Il est placé dans les Liocranidae par Deeleman-Reinhold en 2001,  dans les Corinnidae par Bosselaers et Jocqué en 2013 puis dans les Liocranidae par Ramírez en 2014.

## Publication originale
- Thorell, 1897 : « Viaggio di Leonardo Fea in Birmania e regioni vicine. LXXIII. Secondo saggio sui Ragni birmani. I. Parallelodontes. Tubitelariae. » Annali del Museo Civico di Storia Naturale di Genova, sér. 2, vol. 17, p. 161-267 (texte intégral).